# Strzępkoząb skorupiasty
Strzępkoząb skorupiasty (Lyomyces crustosus (Pers.) P. Karst.) – gatunek grzybów z rodziny drewniczkowatych (Schizoporaceae).

## Systematyka i nazewnictwo
Pozycja w klasyfikacji według Index Fungorum: Schizoporaceae, Hymenochaetales, Agaricomycetidae, Agaricomycetes, Agaricomycotina, Basidiomycota, Fungi.
Po raz pierwszy opisał go w 1800 r. Christiaan Hendrik Persoon nadając mu nazwę Odontia crustosa. Obecną, uznaną przez Index Fungorum nazwę nadał mu w 1881 r. Petter Adolf Karsten.
Synonimy:
- Basidioradulum crustosum (Pers.) Zmitr., Malysheva & Spirin 2006
- Grandinia crustosa (Pers.) Fr. 1838
- Hydnum crustosum (Pers.) Pers. 1801
- Hyphodontia crustosa (Pers.) J. Erikss. 1958
- Kneiffiella crustosa (Pers.) Jülich & Stalpers 1980
- Odontia crustosa Pers. 1800
- Xylodon crustosus (Pers.) Chevall. 1826[2].

Franciszek Błoński w 1896 r. nadał mu nazwę gradówka skorupiasta, Władysław Wojewoda w 2003 r. zmienił ją na strzępkoząb skorupiasty (dla naukowej nazwy Hyphodontia crustosa). Obydwie polskie nazwy są niespójne z aktualną nazwą naukową.

## Morfologia
Owocnik
Rozpostarty, o grubości 0,1–0,3 mm i mniej więcej kolistym kształcie. Sąsiednie owocniki zlewają się z sobą. Powierzchnia biaława, żółtawobiała lub kremowa, w stanie dojrzałym bladoochrowa. Hymenofor zróżnicowany; u młodych osobników gładki z małymi, wyraźnie oddzielonymi kolcami, z wiekiem coraz gęściejszymi, w końcu stłoczonymi. Subikulum w młodych owocnikach ciągłe, w starszych, zwłaszcza po wysuszeniu, spękane na małe wielokąty. Brzeg zmienny, przeważnie wyraźny i płodny, czasami występuje jednak strefa brzeżna, w powiększeniu drobnowłókienkowata lub oprószona.
Cechy mikroskopowe
System strzępkowy monomityczny. Strzępki o szerokości 2–3 µm, cienkościenne, bogato rozgałęzione, ze sprzążkami na wszystkich septach. Strzępki generatywne raczej luźno splecione, strzępki w subhymenium gęsto połączone, w starych okazach zawierające dużo kryształów. Cystyd brak. W hymenium i wierzchołku kolców liczne szydłowate końce strzępek (cystydiole), lekko wystające, niekiedy z nabrzmiałym wierzchołkiem, co nadaje im wygląd konidioforów z konidium wierzchołkowym, jak u pasożytniczych Hyphomycetes. Podstawki początkowo wąsko maczugowate, potem prawie cylindryczne ze zwężeniem na środku i wymiarami 20–30(–35) × 4–5 µm, czasem dłuższe. Mają 4 sterygmy i sprzążki bazalne. Zarodniki wąsko elipsoidalne do prawie cylindrycznych, cienkościenne, gładkie, przeważnie z jedną gutulą, 5–6,5 × 2,5–3 µm.

## Występowanie
Występuje na wszystkich kontynentach, łącznie z Antarktydą. W Europie występuje na całym obszarze z wyjątkiem południowo-wschodniej części. W. Wojewoda przytacza 10 stanowisk w Polsce z uwagą, że częstość jego występowania nie jest znana.
Nadrzewny grzyb saprotroficzny występujący w liściastych i mieszanych lasach na martwych pniach i konarach drzew, zarówno na ich korze, jak i bezpośrednio na drewnie. Występuje głównie na drzewach i krzewach liściastych: na grabie pospolitym, buku, topoli osice, leszczynie, różnych gatunkach jeżyn, wierzb, rzadziej na drzewach iglastych: jodła pospolita, sosna zwyczajna. Owocniki tworzy zazwyczaj od września do października.